# Michele Lofrano
Michele Lofrano (Italia, ... – Napoli, 1785) è stato un artigiano italiano, gioielliere, nobile e politico napoletano di origine italo-ebraica. Era riconosciuto come il più rinomato gioielliere della vecchia capitale di Napoli nelle corti di Carlo III di Spagna e Ferdinando I delle Due Sicilie.

## Storia
Lofrano ricoprì il ruolo di consoli delle arti nel 1753, 1756 e 1761, con un attivo coinvolgimento nella scena culturale e artistica dell'epoca. Inoltre, ricoprì la carica di gioielliere ufficiale di corte fino alla sua morte nel 1785, a Napoli.
Parte delle opere di Michele Lofrano è attualmente esposta al Museo del Tesoro di San Gennaro. Tra le sue creazioni più note vi è il "Calice gemmato di Ferdinando IV di Borbone" del 1761, un calice in oro massiccio adornato con rubini, smeraldi e brillanti.
Il suo contributo come gioielliere e la sua posizione alla corte di Ferdinando VI di Borbone lo hanno reso una figura importante nella storia dell'oreficeria napoletana del XVIII secolo.